# Joondho
Joondho (auch: Dzhondo) sind mehrere kleine Inseln von Somalia. Sie gehören politisch zu Jubaland und geographisch zu den Bajuni-Inseln, einer Kette von Koralleninseln (Barriereinseln), welche sich von Kismaayo im Norden über 100 Kilometer bis zum Raas Kaambooni nahe der kenianischen Grenze erstreckt.

## Geographie
Die Inselchen bilden eine kleine Inselgruppe in der Entwicklung zu einem Kap. Sie liegen in einem Bereich, welcher eher durch verschiedene Kaps (Ras) gegliedert ist (Raas Sheeka Lasaay – N; Raas Warafoole – S). Nach Norden schließt sich Konaandoofu an und im Süden liegen erst in einigen Kilometern Entfernung die Inselchen Ikumbi.

## Klima
Als Klima herrscht heißes Steppenklima mit Monsuneinfluss.